# Acacia tetraptera
Acacia tetraptera är en ärtväxtart som beskrevs av Bruce R. Maslin. Acacia tetraptera ingår i släktet akacior, och familjen ärtväxter. Inga underarter finns listade i Catalogue of Life.